# GarageBand
GarageBand — непрофесійна програма для створення музичних композицій. Серед можливостей: запис та імпорт MIDI, велика бібліотека власних музичних інструментів, бібліотеки готових семплів, можливість експорту та обміну з іншими пакетами iLife.

## MIDI редагування
GarageBand може імпортувати MIDI файли.